# Amerila vidua
Amerila vidua is een vlinder uit de familie spinneruilen (Erebidae), onderfamilie beervlinders (Arctiinae). De wetenschappelijke naam van de soort is voor het eerst geldig gepubliceerd in 1780 door Cramer.
Deze nachtvlinder komt voor in tropisch Afrika.